# Paul Panzer
Paul Panzer, né Paul Wolfgang Panzerbeiter le 3 novembre 1872 à Wurtzbourg (Allemagne), et mort le 16 août 1958 à Hollywood, en Californie, est un acteur allemand. 

## Biographie
Marié à l'actrice Josephine Atkinson, avec qui il eût deux enfants, il apparaît dans 349 films de 1905 à 1952.
Il réalise un film en 1912, The Life of Buffalo Bill.

## Filmographie partielle

### Années 1900
- 1905 : Escape from Sing Sing
- 1905 : A Gentleman of France de James Stuart Blackton : Monsieur Beaucaire
- 1906 : Getting Evidence de Edwin S. Porter : détective
- 1906 : And the Villain Still Pursued Her; or, The Author's Dream de James Stuart Blackton
- 1907 : L'Hôtel hanté (The Haunted Hotel) de James Stuart Blackton
- 1908 : The Thieving Hand : homme achetant une prothèse
- 1908 : Francesca da Rimini (ou The Two Brothers) de James Stuart Blackton
- 1908 : Othello de William V. Ranous : Cassio
- 1908 : Macbeth de James Stuart Blackton : Macduff
- 1908 : Roméo et Juliette (Romeo and Juliet) de James Stuart Blackton : Roméo
- 1908 : The Press Gang; or, A Romance in the Time of King George III de James Stuart Blackton
- 1908 : Richard III de James Stuart Blackton et William V. Ranous
- 1908 : Antony and Cleopatra de James Stuart Blackton et Charles Kent : Lieutenant d'Octavius Caesar
- 1908 : Julius Caesar de James Stuart Blackton et William V. Ranous
- 1908 : The Merchant of Venice de James Stuart Blackton : rôle indéterminé
- 1909 : Princess Nicotine or The Smoke Fairy : le fumeur
- 1909 : An Alpine Echo
- 1909 : Launcelot and Elaine de Charles Kent

### Années 1910
- 1910 : A Gambler's End de Theodore Wharton
- 1910 : The New Magdalene de Joseph A. Golden
- 1910 : La Fille du Niagara (The Maid of Niagara) de Theodore Wharton (non confirmé)
- 1910 : Sunshine in Poverty Row : le facteur
- 1911 : Monte Cristo
- 1911 : All for Money
- 1911 : Billy's Marriage : l'avocat / le Père de la bien-aimée de Billy
- 1911 : A Daughter of the South
- 1911 : A Tragedy at Sea
- 1911 : A Convict's Heart : le prisonnier
- 1911 : A Pinch of Snuff : le père de la fille
- 1911 : The Fatal Posing : le père juif
- 1912 : The Life of Buffalo Bill de lui-même
- 1912 : Sins of the Father
- 1912 : The Parachute Maker
- 1912 : Sing Lee and the Bad Man : Sing Lee
- 1912 : The Lure of the Footlights
- 1912 : A Stern Destiny : le prisonnier échappé
- 1912 : A Nation's Peril de Joseph A. Golden : Comte Cyril Mikailberg
- 1912 : On the Brink of the Chasm
- 1912 : A Brave Little Indian
- 1912 : The Arrowmaker's Daughter de Joseph A. Golden
- 1912 : The Live Wire
- 1912 : The Desperado : le desperado
- 1912 : The Sheriff's Brother : le shérif
- 1912 : The Spendthrift's Reform : le dépensier
- 1913 : The Cowboy and the Baby
- 1913 : Hubby's Polly
- 1913 : A White Rose
- 1913 : The Peace Council
- 1913 : Maggie Tries Society Life
- 1913 : The Cheapest Way
- 1913 : Innocence
- 1913 : In the Days of War
- 1913 : Puttin' It Over on Papa
- 1913 : Get-Rich-Quick Billington
- 1913 : The Governor's Double
- 1913 : Mrs. Morton's Birthday
- 1913 : A Phony Alarm
- 1914 : In the Mesh of Her Hair d'Oscar Apfel
- 1914 : The Winning Hand
- 1914 : The Perils of Pauline de Louis J. Gasnier et Donald MacKenzie : Koerner / Raymond Owen (serial de film en 20 épisodes)
- 1914 : The Last Volunteer d'Oscar Apfel : Ambassadeur d'Austrania
- 1914 : The Bomb Boy de George Fitzmaurice
- 1914 : Les Mystères de New York (The Exploits of Elaine) serial de Louis J. Gasnier, George B. Seitz et Leopold Wharton : rôle indéterminé
- 1915 : The Bribe de Lucius Henderson
- 1915 : The Taming of Mary de Lucius Henderson
- 1915 : Under Southern Skies de Lucius Henderson : Steve Daubeney
- 1915 : The Spender de Donald MacKenzie : Jim Walsh
- 1915 : The Woman Who Lied de Lucius Henderson : Gordon Trent
- 1915 : Li'l Nor'wester de Lucius Henderson
- 1915 : The Tale of the 'C' de Lucius Henderson
- 1916 : The Heart of a Mermaid de Lucius Henderson
- 1916 : A Sea Mystery de Lucius Henderson
- 1916 : The Trail of the Wild Wolf de Robert Hill
- 1916 : Sunlight and Shadows de Brinsley Shaw
- 1916 : Autumn d'O. A. C. Lund : Diamond Jack
- 1916 : Scorched Wings de Brinsley Shaw :
- 1916 : Elusive Isabel de Stuart Paton : Coount Rosini
- 1916 : Lucile the Waitress de William Bailey
- 1916 : Behind the Secret Panel de George Ridgwell
- 1916 : Broken Fetters de Rex Ingram : Carleton Demarest
- 1916 : The Little Grey Mouse de Winthrop Kelley : James Webster
- 1916 : The Highway of Fate de Robert Hill
- 1916 : The Girl Who Didn't Tell de Robert Hill
- 1916 : Cheaters de Lucius Henderson
- 1917 : Jimmy Dale Alias the Grey Seal de Harry McRae Webster : Henry La Sale
- 1917 : Signs of Trouble de William Bailey
- 1917 : One Bride Too Many de Matt Moore
- 1918 : La Maison de la Haine (The House of Hate) de George B. Seitz
- 1918 : The Unchastened Woman de William Humphrey : Michael Krellin
- 1918 : The Woman the Germans Shot de John G. Adolfi : Baron von der Lancker
- 1918 : The Mysterious Mr. Browning de Sidney M. Goldin
- 1919 : The Masked Rider d'Aubrey M. Kennedy : Pancho, Cattle rustler et bandit
- 1919 : Who's Your Brother? de John G. Adolfi : Stephen Field (jeune)

### Années 1920
- 1920 : The Mystery Mind de Will S. Davis et Fred Sittenham : Carl Canfield, alias "The Wolf"
- 1922 : The Bootleggers de Roy Sheldon : Jose Fernand
- 1922 : Sur les marches d'un trône (When Knighthood Was in Flower), de Robert G. Vignola : capitaine de la garde
- 1922 : The Mohican's Daughter de Sam Taylor et Stanner E. V. Taylor : Père La Claire
- 1923 : Mighty Lak' a Rose de Edwin Carewe : Humpty Logan
- 1923 : Jacqueline, or Blazing Barriers de Dell Henderson : Gambler
- 1923 : Enemies of Women de Alan Crosland : Cossack
- 1923 : Unseeing Eyes de Edward H. Griffith : le métis
- 1923 : Sous la robe rouge (Under the Red Robe) d'Alan Crosland : Lieutenant de l’armée française
- 1923 : Son grand frère (Big Brother) d'Allan Dwan : Mike Navarro
- 1924 : Wages of Virtue de Allan Dwan : Sergent LeGros
- 1925 : The Ancient Mariner de Chester Bennett et Henry Otto
- 1925 : La Saltimbanque (Thunder Mountain) de Victor Schertzinger
- 1926 : La Chevauchée de la mort (The Johnstown Flood) d'Irving Cummings
- 1926 : The Dixie Merchant, de Frank Borzage
- 1927 : Brass Knuckles de Lloyd Bacon
- 1927 : Minuit à Chicago (The Girl from Chicago) de Ray Enright
- 1929 : Tarzan le Tigre, de Henry McRae : Mohammed Bey

### Années 1930
- 1931 : Frankenstein de James Whale
- 1931 : Sea Devils de Joseph Levering : Steve l'opérateur radio
- 1931 : Ambassador Bill de Sam Taylor
- 1934 : Journal of a Crime de William Keighley
- 1934 : Murder in Trinidad de Louis King
- 1935 : Femmes d'affaires (Traveling Saleslady) de Ray Enright
- 1937 : Men in Exile de John Farrow
- 1937 : La Révolte (San Quentin) de Lloyd Bacon
- 1937 : Sous-marin D-1 (Submarine D-1) de Lloyd Bacon
- 1938 : Menaces sur la ville (Racket Busters) de Lloyd Bacon
- 1939 : Hommes sans loi (King of the Underworld) de Lewis Seiler
- 1939 : Le Printemps de la vie (Yes, My Darling Daughter) de William Keighley

### Années 1940
- 1940 : Drôle de mariage (They Knew What They Wanted) de Garson Kanin : propriétaire du restaurant italien
- 1940 : British Intelligence Service (British Intelligence) de Terry O. Morse
- 1940 : Always a Bride de Noel M. Smith : invité à la fête
- 1940 : She Couldn't Say No de William Clemens : juré
- 1941 : Flight from Destiny de Vincent Sherman : serveur au Jim's Cafe
- 1941 : Shadows on the Stairs de D. Ross Lederman : chauffeur de taxi qui aide Ram Singh
- 1941 : A Shot in the Dark de William C. McGann : Paul, serveur au nightclub
- 1941 : L'Homme de la rue (Meet John Doe) de Frank Capra : figuration
- 1941 : Shining Victory de Irving Rapper : facteur
- 1941 : Underground de Vincent Sherman : concierge
- 1941 : Bad Men of Missouri (it) de Ray Enright : M. Peters
- 1941 : Three Sons o' Guns de Benjamin Stoloff : acteur
- 1941 : Highway West de William C. McGann : pompiste
- 1941 : L'Entraîneuse fatale (Manpower) de Raoul Walsh : barman au 28 Club
- 1941 : Échec à la Gestapo (All Through the Night) de Vincent Sherman : serveur
- 1941 : Dangerously They Live de Robert Florey : un des jardiniers
- 1942 : Murder in the Big House de B. Reeves Eason : reporter
- 1942 : La Glorieuse Parade (Yankee Doodle Dandy) de Michael Curtiz : machiniste au cinéma Robinsons
- 1942 : You Can't Escape Forever de Jo Graham : salarié de presse
- 1942 : Casablanca de Michael Curtiz : Paul, le serveur au Rick
- 1943 : La Manière forte (The Hard Way) de Vincent Sherman : mineur
- 1943 : Mission à Moscou (Mission to Moscow) de Michael Curtiz : préposé à la Cour
- 1943 : Convoi vers la Russie (Action in the North Atlantic) de Lloyd Bacon, Byron Haskin et Raoul Walsh : Marin
- 1943 : Oklahoma Outlaws de B. Reeves Eason : barman
- 1944 : In Our Time de Vincent Sherman : conducteur
- 1944 : L'amour est une mélodie (Shine on Harvest Moon) de David Butler : portier
- 1944 : Saboteur sans gloire (Uncertain Glory) de Raoul Walsh : garde de train
- 1944 : Les Aventures de Mark Twain (The Adventures of Mark Twain) de Irving Rapper : invité au poste de pilotage
- 1944 : Les Conspirateurs (The Conspirators) de Jean Negulesco : Policier / figurant assis à une table d'un café
- 1945 : Roughly Speaking de Michael Curtiz : travailleur à la roseraie
- 1945 : Hôtel Berlin de Peter Godfrey : Kurt, le serveur
- 1945 : Le Roman de Mildred Pierce (Mildred Pierce) de Michael Curtiz : serveur
- 1945 : Danger Signal de Robert Florey : policier
- 1945 : San Antonio de David Butler, Robert Florey et Raoul Walsh : citoyen Laredo
- 1946 : Her Kind of Man de Frederick De Cordova : serveur
- 1946 : One More Tomorrow de Peter Godfrey : serveur à la surprise partie
- 1946 : La Voleuse (A Stolen Life) de Curtis Bernhardt : serveur
- 1946 : Cape et Poignard (Cloak and Dagger) de Fritz Lang : serveur
- 1946 : So You Want to Play the Horses de Richard L. Bare : veudeur au champ de course
- 1946 : So You Want to Keep Your Hair de Richard L. Bare : troisième coiffeur
- 1946 : Humoresque de Jean Negulesco : homme travaillant au cinéma
- 1946 : La Fille et le Garçon (The Time, the Place and the Girl) de David Butler : électricien stagiaire
- 1947 : Stallion Road de James V. Kern et Raoul Walsh : Tommy, le chef
- 1947 : Les Exploits de Pearl White (The Perils of Pauline) de George Marshall
- 1947 : So You're Going on a Vacation de Richard L. Bare : Clerc à Hinkel
- 1947 : Cry Wolf de Peter Godfrey : portier
- 1947 : Always Together de Frederick De Cordova : serveur
- 1947 : Rose d'Irlande (My Wild Irish Rose) de David Butler : serveur
- 1948 : So You Want to Be a Gambler de Richard L. Bare : un joueur de poker
- 1948 : April Showers de James V. Kern : Paul le main d'œuvre
- 1948 : Ombres sur Paris (To the Victor) de Delmer Daves
- 1948 : La Scandaleuse de Berlin  (A Foreign Affair) de Billy Wilder : colporteur
- 1948 : Embraceable You de Felix Jacoves : homme au bar
- 1948 : Smart Girls Don't Talk de Richard L. Bare : groom
- 1949 : L'Extravagant M. Philips (A Kiss in the Dark) de Delmer Daves : locataire
- 1949 : The Younger Brothers d'Edwin L. Marin : Administrateur de liberté conditionnelle
- 1949 : Night Unto Night de Don Siegel : homme à l'hôtel (scènes supprimées)
- 1949 : Vénus devant ses juges (The Girl from Jones Beach) de Peter Godfrey : homme qui attend le métro
- 1949 : Always Leave Them Laughing de Roy Del Ruth : figuration à l'audience de Newark

### Années 1950
- 1950 : So You Think You're Not Guilty de Richard L. Bare : jury
- 1950 : The Cariboo Trail de Edwin L. Marin : figuration dans le saloon
- 1951 : Storm Warning de Stuart Heisler : préposé de consigne
- 1951 : L'Inconnu du Nord-Express (Strangers on a Train) d'Alfred Hitchcock : témoin au manège
- 1951 : Feu sur le gang (Come Fill the Cup) de Gordon Douglas : Fritz
- 1952 : The Winning Team de Lewis Seiler : fan au Central City
- 1952 : The Story of Will Rogers de Michael Curtiz